# Instytut Języka Polskiego Polskiej Akademii Nauk
Instytut Języka Polskiego Polskiej Akademii Nauk (skrót: IJP PAN) – jedyna w Polsce placówka naukowo-badawcza zajmująca się badaniem języka polskiego we wszystkich jego aspektach i odmianach, założona w 1973 roku.
Dyrektorem Instytutu jest dr hab. Michał Rzepiela, zastępcą dyrektora ds. naukowych – dr hab. Urszula Bijak, a przewodniczącą Rady Naukowej jest prof. dr hab. Anna Tyrpa (kadencja 2023–2026). Instytut ma uprawnienia do nadawania stopnia doktora i doktora habilitowanego nauk humanistycznych w zakresie językoznawstwa. Od 2019 roku Instytut kształci doktorantów w ramach Szkoły Doktorskiej Anthropos Instytutów Polskiej Akademii Nauk (koordynatorem Szkoły w IJP jest dr Emil Popławski). Do 2022 roku Instytut prowadził też Językoznawcze Studia Doktoranckie (ostatni nabór przeprowadzono w 2018 roku).

## Siedziba i struktura organizacyjna
Pierwszą siedzibą Instytutu Języka Polskiego był w latach 1973–1999 budynek przy ul. Straszewskiego 27 w Krakowie. Instytut posiadał w przeszłości zamiejscowe pracownie w Poznaniu i Sosnowcu.
Od 1999 roku główną siedzibą Instytutu jest gmach przy al. Mickiewicza 31 w Krakowie. Tu mieści się dyrekcja i administracja oraz siedem pracowni (2024):
- Pracownia Dialektologii Polskiej (w Krakowie, kierownik dr hab. Barbara Grabka, prof. IJP PAN),
- Pracownia Etymologii i Geolingwistyki (kierownik prof. dr hab. Jadwiga Waniakowa),
- Pracownia Języka Staropolskiego (kierownik dr hab. Mariusz Leńczuk, prof. IJP PAN),
- Pracownia Łaciny Średniowiecznej (kierownik dr hab. Michał Rzepiela, prof. IJP PAN),
- Pracownia Metodologiczna (kierownik prof. dr hab. Maciej Eder),
- Pracownia Onomastyki (kierownik dr hab. Urszula Bijak, prof. IJP PAN),
- Pracownia Wielkiego Słownika Języka Polskiego (kierownik prof. dr hab. Piotr Żmigrodzki).

W Warszawie (ul. Ratuszowa 11) działają trzy pracownie (2024):
- Pracownia Dialektologii Polskiej (w Warszawie, kierownik j.w.),
- Pracownia Historii Języka Polskiego XVII–XVIII wieku (kierownik dr hab. Magdalena Majdak, prof. IJP PAN),
- Pracownia Polszczyzny Kresowej (kierownik dr hab. Ewa Dzięgiel, prof. IJP PAN).

W latach 1973–2015 Instytut miał strukturę dwustopniową – był podzielony na zakłady, w skład których wchodziły pracownie.
W krakowskiej siedzibie Instytutu mieści się biuro Polskiego Towarzystwa Językoznawczego.

## Dyrektorzy[6]
- prof. dr hab. Stanisław Urbańczyk (1973–1979)
- prof. dr hab. Władysław Lubaś (1979–1991)
- prof. dr hab. Kazimierz Rymut (1992–2002)
- prof. dr hab. Ireneusz Bobrowski (2002–2008)
- prof. dr hab. Piotr Żmigrodzki (2008–2016)
- prof. dr hab. Maciej Eder (2016-2025)
- dr hab. Michał Rzepiela (od 2025)

## Słowniki tworzone i współtworzone w IJP PAN[9]

### Słowniki opisujące historię języka polskiego
- Słownik staropolski
- Słownik pojęciowy języka staropolskiego
- Słownik polszczyzny Jana Kochanowskiego
- Elektroniczny Słownik Języka Polskiego XVII i XVIII wieku
- Słownik wileński
- Słownik Wyrazów Zapomnianych

### Słowniki współczesnego języka polskiego
- Wielki Słownik Języka Polskiego
- Słownik frekwencyjny polszczyzny współczesnej
- Słownik onomazjologiczny Wiktoria

### Słowniki odmian języka i prace geolingwistyczne
- Słownik gwar polskich
- Słownik gwar Ostródzkiego, Warmii i Mazur
- Słownik gwary Zakopanego
- Atlas Linguarum Europae
- Ogólnosłowiański atlas językowy
- Słownik polskich leksemów potocznych
- Słownik gwar małopolskich (obecnie nieprowadzony w IJP)

### Słowniki łaciny średniowiecznej
- Słownik łaciny średniowiecznej w Polsce (Lexicon Mediae et Infimae Latinitatis Polonorum)
- Elektroniczny Słownik Łaciny Średniowiecznej w Polsce (A–Q)

### Słowniki onomastyczne
- Antroponimia Polski od XVI w. do końca XVIII w.
- Słownik staropolskich nazw osobowych
- Elektroniczny słownik hydronimów Polski
- Nazwy miejscowe Polski. Historia. Pochodzenie. Zmiany
- Słownik etymologiczno-motywacyjny staropolskich nazw osobowych
- Słownik nazwisk współcześnie w Polsce używanych
- Nazwiska Polaków. Słownik historyczno-etymologiczny
- Internetowy słownik nazwisk w Polsce
- Słownik imion współcześnie w Polsce używanych
- Lexikon der Familienamen polnischer Herkunft im Ruhrgebiet

### Słowniki opisujące gramatykę języka polskiego
- Słownik syntaktyczno-generatywny czasowników polskich

## Wydawnictwa Instytutu (ważniejsze)

### Czasopisma[10]
- „Onomastica” (ISSN 0078-4648, e-ISSN 2658-2783), założone w 1955 roku, redaktor naczelny (2024): dr hab. Halszka Górny, prof. IJP PAN[11],
- „Polonica” (ISSN 0137-9712, e-ISSN 2545-045X), założone w 1975 roku, redaktor naczelny (2024): dr hab. Rafał L. Górski, prof. IJP PAN[12],
- „Socjolingwistyka” (ISSN 0208-6808, e-ISSN 2545-0468), założone w 1977 roku, redaktor naczelny (2024): prof. dr hab. Katarzyna Skowronek[13].

### Cykle wydawnicze[14]
- Prace Instytutu Języka Polskiego PAN (ISSN 0208-4074) (nr 1: 1975 – nr 166: 2024)[15]
  - Studia dialektologiczne
  - Studia gramatyczne
  - Studia historyczno-językowe

### Publikacje książkowe elektroniczne[14]
- Nowe Studia Leksykograficzne (1–2: 2007–2008)

### Monografie[14]
wydawane od 1991 roku (nienumerowane)

### Przewodniki elektroniczne[14]
- Przewodnik językowo-encyklopedyczny po gramatyce semantycznej języka polskiego w ujęciu historycznym (2018–2024)

### Materiały źródłowe
- Biblioteka zabytków polskiego piśmiennictwa średniowiecznego (2006)[16]

### Podręczniki akademickie
IJP PAN opracował trzytomowy podręcznik Gramatyka współczesnego języka polskiego (tzw. „żółta gramatyka”, przez studentów zwana „jajecznicą”), red. nauk. całości Stanisław Urbańczyk (ISBN 83-01-03601-X):
- Tom 1: Stanisław Karolak, Maciej Grochowski i Zuzanna Topolińska: Składnia (Warszawa: PWN, 1984, ISBN 83-01-03602-8),
- Tom 2: Renata Grzegorczykowa, Krystyna Kallas, Krystyna Kowalik, Roman Laskowski, Alicja Orzechowska, Jadwiga Puzynina i Henryk Wróbel: Morfologia (wyd. 1, Warszawa: PWN, 1984, ISBN 83-01-03603-6; wyd. 2 zm., Warszawa: Wydawnictwo Naukowe PWN, 1998, w 2 woluminach, ISBN 83-01-12386-9; wyd. 3 popr., Warszawa: Wydawnictwo Naukowe PWN, 1999, w 2 woluminach, ISBN 83-01-12829-1),
- Tom 3: Leokadia Dukiewicz i Irena Sawicka: Fonetyka i fonologia (Kraków: Wydawnictwo IJP PAN, 1995, ISBN 83-85579-37-0).